# Ferrocarril Argentino del Este
El Ferrocarril Argentino del Este (FCAE), Ferrocarril Este Argentino o Ferrocarril del Este Argentino (en inglés: East Argentine Railway Company Limited) fue una empresa ferroviaria de capitales británicos creada en 1871 que operó en Argentina una línea de trocha estándar (4 pies y 8 1⁄2 pulgadas equivalente a 1435 mm) de 160 km entre las ciudades de Concordia en la provincia de Entre Ríos y Monte Caseros en la provincia de Corrientes. Fue la segunda línea ferroviaria construida en la Mesopotamia argentina. Después de numerosas vicisitudes la compañía fue vendida en 1907 al Ferrocarril Nordeste Argentino, constituyendo a partir de 1949 parte de la red troncal del Ferrocarril Nacional General Urquiza.

## Antecedentes
La navegación del río Uruguay se dificulta un poco al sur de Concordia a causa de los pasos rocosos Hervidero y Corralito y se interrumpe a la altura de esa ciudad por el salto Chico. Un poco más al norte, entre Federación y Concordia, se hallaba el salto Grande (desde fines de la década de 1970 sumergido por el embalse de la represa de Salto Grande). Entre Paso de los Libres y un poco al sur de Monte Caseros se hallaban un grupo de restingas o cachueras (San Gregorio, Santa Rosa, San Pedro, etc.), hoy también sumergidas, que en temporada de bajante dificultaban el paso de los barcos, aunque en el resto del año podían llegar tan al sur como Federación. 
El 29 de agosto de 1857 fue inaugurada la primera línea ferroviaria en Argentina, el Ferrocarril Oeste de Buenos Aires, y desde el 12 de diciembre de 1861 el Estado argentino había quedado reunificado con la asunción de Bartolomé Mitre como presidente provisional, quien mantuvo un estado paz tácita con el gobernador de Entre Ríos, Justo José de Urquiza. De tal manera, la situación política argentina se había vuelto favorable para la inversión en ferrocarriles en la aislada Mesopotamia argentina. El propio Urquiza participó del consorcio que construyó la primera línea férrea mesopotámica, el Ferrocarril Primer Entrerriano inaugurado el 9 de julio de 1866 en Gualeguay. 
La interrupción de la navegación encarecía o impedía el intercambio comercial desde el Río de la Plata con la antigua área en la que se desarrollaron las misiones jesuíticas guaraníes: el este de la provincia de Corrientes (separada de su parte oriental por extensos bañados y esteros), el extremo suroeste de Brasil, el este de Paraguay (que entonces incluía a la actual provincia de Misiones), el noroeste de Uruguay y el noreste de Entre Ríos. El intercambio comercial debía forzosamente llegar por tierra en carretas desde el norte hasta Concordia, pero no había caminos apropiados, por lo que la ruta elegida era por lo general por territorio uruguayo hasta la ciudad de Salto. Concordia, con poco más de 12 000 habitantes, era uno de los principales centros de actividad comercial de Argentina, con una creciente industria saladeril, y con un puerto muy activo, ya que en 1864 arribaron 422 barcos de cabotaje y 22 de ultramar. La falta de caminos y las dificultades para la navegación impedían el progreso en toda esa región, por lo que la construcción del Ferrocarril del Uruguay permitiría integrar la navegación entre el medio y el bajo río Uruguay a partir de los puertos de Monte Caseros y de Concordia, establecer una ruta ferroviaria-fluvial rentable que atrajera el comercio con los países limítrofes, y facilitar el abastecimiento de los saladeros de Concordia con reses de las estancias de Corrientes, así como también transportar cueros, grasa vacuna, yerba mate y maderas, lo que se pensaba podría contribuir a hacer de Concordia la Rosario del río Uruguay. Por el mismo tiempo existía la idea de construir un ferrocarril en territorio uruguayo con los mismos fines (entre Salto y Bella Unión, ubicadas respectivamente frente a Concordia y a Monte Caseros), con lo cual se abría una posible competencia que se materializó con la inauguración de la primera etapa el 22 de junio de 1874 entre Salto e Itapebí. El aumento del interés del Gobierno nacional en la región hizo que poco antes se construyera un camino desde Paso de los Libres hasta los antiguos pueblos misioneros del noreste de Corrientes, lo cual potenció las posibilidades económicas del ferrocarril.
Existían además razones geoestratégicas, entre ellas el temor a una invasión brasileña y al creciente desarrollo bélico de Paraguay, lo que hizo que el gobierno del presidente Bartolomé Mitre (1862-1868) fomentara la construcción de una línea ferroviaria que salvara los obstáculos que interrumpían la navegación en el río Uruguay medio, posibilitando así un más rápido transporte de tropas y de bagajes militares. 

## Proyecto y construcción

### Legislación y concesión frustrada
La primera propuesta fue presentada al ministro del Interior a principios de 1863 por los británicos George Knight y John Smith por medio de su representante Norberto de la Riestra, quienes encargaron al ingeniero británico William Mac Candlish el estudio de la traza de la futura línea, proponiendo que se extendiera hasta Monte Caseros y no hasta Federación, como se proyectó inicialmente. El Gobierno nacional aceptó el 14 de abril de 1863 hacerse cargo de los gastos de los estudios para establecer la traza y el 21 de agosto de 1863 solicitó por carta colaboración a los gobernadores de Entre Ríos y de Corrientes (provincia en la cual se generaron algunos rechazos porque se pensaba que perjudicaría al puerto de Goya). El Gobierno argentino encargó también un presupuesto al ingeniero A. Rumball, que fijó el costo por milla de construcción en 13 350 libras esterlinas, lo cual tiempo después generaría acalorados debates respecto de si estaba el valor sobrestimado intencionalmente. 
Con los estudios y los planos finalizados, el presidente Mitre prorrogó las secciones ordinarias del Congreso nacional el 29 de septiembre de 1864 para que fueran tratados 5 proyectos de ley, uno de los cuales se convirtió en la ley n.º 120 sancionada el 3 de octubre de 1864. El proyecto logró una adhesión mayoritaria de los legisladores, esgrimiéndose como uno de los principales argumentos la reparación histórica que se debía a las dos provincias por su contribución al tesoro nacional y por su participación central en los hechos que condujeron al derrocamiento de Juan Manuel de Rosas y que derivaron en la organización nacional. Esta ley, promulgada por Mitre el 5 de octubre de 1864, en su artículo 1 autorizó al Poder Ejecutivo a firmar un contrato para la construcción de una línea ferroviaria desde Concordia hasta la localidad de Mercedes en el interior de la provincia de Corrientes, que debía atenerse a las siguientes bases:
- 1. Arrancar en Concordia y seguir la traza presentada por Mac Candlish.
- 2. Estar sólidamente construido.
- 3. Su costo total no debía superar las 13 350 libras esterlinas por milla, no obligándose el Gobierno por un eventual exceso a ese valor. El costo debía establecerse tomando en cuenta el gasto efectivo de las obras, materiales empleados, comisiones legítimas y usuales, y el interés del capital mientras estuviera en construcción a razón de 7% al año por las sumas invertidas.
- 4. La primera sección hasta Monte Caseros podía comenzar su construcción al celebrarse el contrato, pero la segunda hasta Mercedes debía esperar hasta que la primera produjera un beneficio líquido de 3,5% sobre el capital empleado.
- 5. El Gobierno nacional debía expropiar y ceder a la empresa libres de todo cargo los terrenos necesarios para la vía, sus estaciones y otras construcciones indispensables.
- 6. Los materiales, útiles y artículos que se importasen para la construcción y consumo exclusivo del ferrocarril estarían libres de derechos de importación por 40 años, mientras que las propiedades del ferrocarril quedaban exceptuadas de impuestos por el mismo término.
- 7. La correspondencia pública debía conducirse gratis, las tropas y bagajes militares por dos terceras partes del precio normal. Para el transporte de pólvora y los trenes expresos debía firmarse un convenio.
- 8. Este inciso expresaba: El Gobierno garantirá á la Empresa sobre el costo efectivo de las obras dentro del límite fijado en la base tercera [13 350 libras esterlinas por milla] el interés mínimum de un siete por ciento al año... Se esperaba que el dinero desembolsado en este concepto fuera reembolsado al Gobierno con el excedente producido sobre el 7% garantido.
- 9. La garantía del 7% se haría efectiva luego de la apertura al tráfico público de cada sección.
- 10. La liquidación de la garantía debía hacerse al final de cada año, debiendo solo deducirse del producto bruto los gastos legítimos o indispensables de administración, consumo y reparación de vías, estaciones y trenes, pero no los intereses de préstamos fuera de lo fijado en la base tercera.
- 11. El término de la garantía fue fijado en 40 años desde la fecha en que se librase al servicio, finalizando las obligaciones del Gobierno y conservando la empresa la propiedad de los terrenos al cumplirse el plazo. Si se interrumpiera el servicio por culpa u omisión de la empresa, no se efectivizaría la garantía.
- 12. Se estableció un plazo de 25 meses desde la celebración del contrato para entregar al tráfico público al menos 18 millas de vías, y 3 años desde entonces para completar la primera sección, excepto caso fortuito o fuerza mayor, bajo pena de dejar sin efecto la garantía.
- 13. Cuando los dividendos excediesen el 15% sobre el capital el Gobierno podía intervenir para fijar las tarifas.
- 14. La empresa podía construir ramales desde la línea y en cualquier dirección, pero sin garantía estatal.
- 15. Se exceptuaba del servicio militar a todos las personas empleadas en la construcción y explotación del ferrocarril.
- 16. La empresa podía constituirse en sociedad anónima de responsabilidad limitada, debiendo someter sus estatutos a la aprobación del Gobierno y radicar su domicilio legal en Argentina.
- 17. Las cuestiones de desacuerdo entre el Gobierno y la empresa debían someterse al arbitraje de árbitros nombrados por ambas partes bajo las leyes argentinas.

El 11 de octubre de 1864 fue firmado un contrato para la construcción del ferrocarril entre la empresa Smith & Knight representada por Tomas Finlayson y el ministro del Interior Guillermo Rawson. El contrato reproducía lo expresado en la ley n.º 120 y agregaba que debía construirse una sola vía para usar con locomotoras a vapor, sin desviarse del plan de Mac Candlish, excepto con la aprobación del Gobierno. Especificaba que los terrenos a ser cedidos debían usarse para estaciones, embarcaderos, depósitos de carbón, efectos o útiles, oficinas, estanques y para otras necesidades. La compañía podía establecer y explotar un telégrafo eléctrico a lo largo de la vía. Para el transporte de tropas y bagajes los trenes no podían demorar su horario habitual de salida. Además se le daba preferencia a la empresa para prolongar la vía o construir ramales y se le permitía cruzar cualquier camino sin impedir permanentemente el tráfico en ellos. Se exceptuaba además en cuanto al arbitraje, lo relativo al costo efectivo y a la construcción, para lo cual si se producía una diferencia el Gobierno (o el cónsul argentino en Londres) debía designar un miembro del Comité de Ingenieros Civiles de Londres con laudo inapelable. El mismo 11 de octubre de 1864 fue firmado el decreto que aprobó el contrato.
El contrato con Smith & Knight fue rescindido solo unos meses después a causa de la exigencia de la compañía a las dos provincias para que ofrecieran una garantía adicional del 1% o que cedieran terrenos a lo largo de la vía por un valor similar. El 18 de marzo de 1865 Paraguay declaró la guerra a Argentina, por lo que la concreción del proyecto quedó relegada junto a otros proyectos de infraestructura del Gobierno nacional hasta los años finales de la guerra de la Triple Alianza (1865-1870). En esta guerra dos ejércitos paraguayos se internaron en la provincia de Corrientes y Concordia fue el punto de concentración de los ejércitos aliados.

### Construcción de la línea
En 1868 se presentaron proyectos en el Congreso nacional para reactivar el proyecto de ferrocarril.
El 5 de agosto de 1869 el empresario y comerciante de Buenos Aires Pablo Montravel envió una nota al ministro del Interior Dalmacio Vélez Sársfield, solicitando la contratación de la concesión de la línea y ofertando reducir a 10 000 libras esterlinas por milla el costo máximo de construcción. El Gobierno argentino aceptó y el contrato se formalizó el 13 de agosto de 1869 con la firma de Vélez Sarsfield, aprobándose también por decreto ese día. Cuando presentó su solicitud Montravel ofreció hacer un depósito de 20 000 pesos fuertes (equivalentes a 4000 libras esterlinas) a cuenta del Gobierno como garantía de que la obra se realizaría, reteniendo los intereses, lo que a la postre sería su única inversión en el proyecto. Una vez firmado el contrato, Montravel se trasladó a Entre Ríos para entrevistarse con Urquiza, sin cuya aprobación pensaba que la obra no podía realizarse.
El nuevo contrato tenía algunas diferencias con el firmado en 1864. La traza debía seguir la fijada por Mac Candlish en 1863, aunque podía comenzar a una legua al sur de Concordia en un lugar a designar por el Gobierno (con el fin evidente de superar el paso Corralito). El ancho de trocha (1676 mm) fijado en el contrato era el mismo que utilizaban el Ferrocarril del Oeste y el Ferrocarril Central Argentino. La línea debía ser de vía única, pero con los desvíos y vías dobles necesarias para la operación. Las construcciones edilicias debían ser de primera clase. La construcción debía iniciarse dentro de los 14 de meses de firmado el contrato. Lo referente a la expropiación de tierras fue omitido por el Gobierno en el contrato debido a la carga pública que representaba en ese momento pagar las expropiaciones para la construcción de otras líneas. 
El 18 de septiembre de 1869 Montravel pidió autorización para modificar la traza y la trocha. Argumentó que durante las bajantes del río Uruguay los pasos Corralito y Hervidero por el sur y la cachuera San Pedro por el norte dejarían incomunicado al ferrocarril, por lo que presentó un plano con la nueva traza propuesta hasta el paso Hervidero (ubicado un poco al sur de Puerto Yeruá). Montravel propuso también reducir la trocha proyectada de 1676 mm a la estandarizada en Europa de 1435 mm. Esta trocha era la misma que desde 1866 utilizaba el Ferrocarril Primer Entrerriano y que desde el 1 de enero de 1869 utilizaba el Ferrocarril Central del Uruguay. Luego, otros ferrocarriles en la Mesopotamia argentina siguieron el ejemplo, reduciendo al mismo tiempo significativamente los costes de construcción. Montravel, sin embargo, argumentó que así se reducirían los costos de explotación y de consumo de carbón, lo cual mejoraría las ganancias de la compañía y reduciría los costos de garantía para el gobierno, además de que pensaba que en el futuro Brasil y Uruguay utilizarían ese ancho de trocha y se podrían interconectar. El 20 de septiembre de 1869 fueron formalizadas las modificaciones en un nuevo contrato y aprobadas por decreto ese mismo día, sin que el costo por milla fuera reducido de acuerdo a la reducción del costo por el cambio de trocha.
Seis meses más tarde Montravel presentó sus planos y presupuestos y argumentó que el coste real superaría el valor fijado como máximo. Realizó una presentación al Gobierno para que se fijara claramente cuál era la suma máxima garantida, ya que la ley n.º 120 fijaba 13 350 libras esterlinas por milla y su contrato estipulaba 10 000 libras esterlinas por milla. La solicitud la hizo fundándose en que debía dar certeza a los accionistas, lo cual fue atendido por el Gobierno el 27 de julio de 1870 mediante un decreto que fijó la suma garantida en 10 000 libras esterlinas por milla. El plazo fijado para el comienzo de la obra (13 de octubre de 1870) no pudo cumplirse debido a que la provincia de Entre Ríos estaba en rebelión contra el Gobierno nacional (primera Rebelión jordanista entre 1870 y 1871) y además la guerra Franco-Prusiana en Europa dificultó la provisión de materiales. Por estas razones la compañía solicitó una prórroga hasta 5 meses después de terminadas esas guerras (para mayo de 1871 estaban finalizadas), que fue aceptada el 10 de octubre de 1870.
Montravel viajó a Europa para adquirir los materiales necesarios para la construcción de la línea, y en febrero de 1871 transfirió la concesión al banquero de París barón Emilio de Erlanger, pero la cesión no se materializó y el 10 de mayo de 1871 vendió en Londres la concesión a una compañía británica que en agosto de 1871 tomó el nombre de East Argentine Railway Company Limited. Montravel obtuvo por la venta 8000 libras esterlinas en efectivo y 20 000 en acciones de la compañía.
En octubre de 1871 el cónsul británico en Buenos Aires, Frank Parish, a la vez apoderado de la East Argentine Railway Company Limited en Argentina, pidió la legalización de los estatutos de la misma en Buenos Aires, y entre otras cosas que se aprobase el contrato que habían firmado con la Compañía Constructora de Trabajos Públicos (o Public Works Construction Co.) de Londres para efectuar las obras, y la completa modificación de la traza (que calificaron de imposible y antieconómica) variando las curvas. 
El 4 de noviembre de 1871 el procurador general de la Nación, Francisco Pico, presentó un dictamen cuestionando que la transferencia realizada alteraba de forma sustancial los términos de la concesión, al tratarse de una compañía cuyo directorio residía en Londres y no en Buenos Aires como estipulaba el contrato con Montravel, y que escapaba por tanto a cualquier intento de fiscalización o control por parte de las autoridades locales. La compañía quedaría sujeta al impuesto sobre la renta en Gran Bretaña y los directores se fijarían sueldos onerosos sin presencia en Argentina, reduciendo el margen de ganancias y aumentando el costo de garantía. Luego de negociaciones y tras una opinión técnica favorable de la Oficina de Ingenieros Nacionales, se dispuso por decreto presidencial de 10 de noviembre de 1871 la aprobación de la transferencia a la compañía británica a condición de que la contabilidad y los libros de la empresa se llevaran en idioma español y en pesos fuertes, en vez de en idioma inglés y en libras esterlinas. Además los dividendos de la compañía debían abonarse en Argentina para no quedar sometidos al impuesto sobre la renta británico. Un director al menos debía residir en Argentina, sin poder las autoridades británicas revocar decisiones que esos directores acordaran con el Gobierno argentino. El ancho de los terraplenes fue fijado en 4,80 m y se dispuso que se respetaran las curvas ya proyectadas y los límites de la traza, que volvió a ser entre Concordia y Monte Caseros. Como los estatutos ya habían sido aprobados, fue necesario un nuevo decreto el 31 de noviembre de 1871 aclarando que las disposiciones se referían a los directores residentes en Argentina y no a los residentes en Londres, lo cual fue aprobado por el cónsul el 9 de diciembre de 1871.
La omisión de la expropiación de tierras en el contrato con Montravel se debió a que el gobernador Urquiza prometió la cesión de las tierras por donde pasara el ferrocarril, pero Urquiza fue asesinado el 11 de abril de 1870 y nada se formalizó. Al iniciarse los trabajos los propietarios afectados, que debían entregar 4 a 6 varas para rieles y una o dos cuadras para estaciones, se opusieron e impidieron la construcción de los terraplenes. El nuevo gobernador Leonidas Echagüe buscó en los archivos y no encontró nada sobre la promesa hecha por Urquiza, que es posible que se refiriera a la cesión de las extensas tierras de su propiedad en ambas provincias en la traza del ferrocarril, que sus herederos luego donaron. La Legislatura de Entre Ríos sancionó una ley que especificaba que las tierras públicas por donde pasara la traza de un ferrocarril serían donadas a las empresas ferroviarias. El 24 de agosto de 1872 sancionó otra ley autorizando a expropiar a su costa los terrenos necesarios para el Ferrocarril Argentino del Este. La Oficina de Ingenieros Nacionales fijó en 30 metros el ancho de los terrenos necesarios para los terraplenes y en 700 m por 120 m los de la estación Concordia, con una calle de 20 metros de ancho a su alrededor. En Federación y en Monte Caseros las estaciones debían ser de 480 m de largo por 80 m de ancho y en los demás lugares de un cuarto de cuadra. Cuando las obras se acercaban a la provincia de Corrientes, esta provincia también ordenó por ley la expropiación de terrenos.
En octubre de 1872 el inspector ingeniero Guillermo Dahlquist informó a la Oficina de Ingenieros Nacionales que los trabajos realizados entre Concordia y Federación eran de buena calidad, lo mismo que la estación de Concordia, y propuso que los durmientes de roble importados de Europa fuesen remplazados por maderas locales. Todo lo cual contrasta con opiniones vertidas mucho después respecto de la calidad de los materiales empleados, que Raúl Scalabrini Ortiz llamó "una pequeña vergüenza". Con la obra en marcha, el 24 de diciembre de 1872 el Gobierno entregó a la empresa el depósito de garantía que había depositado Montravel en 1869.

## Operación
El 27 de marzo de 1874 se abrió al servicio el primer tramo de 54,8 km desde la actual estación Concordia Central hasta la estación Federación, inaugurado por el presidente Domingo Faustino Sarmiento junto con los ministros Dalmacio Vélez Sársfield y Dardo Rocha y el gobernador Leonidas Echagüe. La compañía británica comenzó entonces a recibir del Gobierno los importes que tenía garantizados por contrato cada fin de año.
El 20 de abril de 1875 la línea abrió el tramo de 100,2 km de Federación a la estación Monte Caseros (luego llamada estación del Este). Para esa inauguración el presidente Nicolás Avellaneda llegó a Concordia en el buque de guerra ARA Pavón recogiendo al gobernador Leonidas Echagüe en Concepción del Uruguay. Viajaron en tren hasta Monte Caseros incorporándoseles en la estación Mocoretá el gobernador de Corrientes Juan Vicente Pampín. Según Scalabrini Ortiz, aunque la línea estaba construida de forma precaria, el Gobierno ya era deudor de la compañía en concepto de las garantías recogidas en el contrato de concesión. La línea férrea soportó críticas por el peso que cargaba sobre las arcas públicas. Dos de las estaciones en la provincia de Corrientes se convirtieron luego en localidades que trazan al 20 de abril de 1875 su fundación: Mocoretá y Juan Pujol (estación Naranjito).
La compañía declaró pérdidas durante los años 1876, 1877 y 1878. Esas pérdidas estaban calculadas con partidas de gastos abultadas y ficticias, que escapaban a todo posible control por parte de las autoridades. Según el contrato, se les debía resarcir de esas pérdidas, más el beneficio garantizado del 7%. El presidente Nicolás Avellaneda en su mensaje al Congreso en 1877, comunicó que “según las cuentas presentadas por el Ferrocarril del Este, el Gobierno deberá pagar, por la garantía correspondiente al año 1876, la cantidad de 328.000 pesos”.
En palabras de Raúl Scalabrini Ortiz, “La animosidad que este ferrocarril despierta en todas las conciencias honradas de la época, es un indicio para juzgar el grado al que habían llegado sus irregularidades”.
El 5 de junio de 1879 fue habilitado por decreto de Avellaneda el ramal desde la estación Concordia a un muelle sobre el río Uruguay (de 0,9 km), que sirvió posteriormente como lavadero de vagones de hacienda. El decreto reconoció la garantía sobre este ramal.
Por ley n.º 963 de 15 de octubre de 1878 se autorizó un ramal de Monte Caseros a Puerto Ceibo: ...Este ramal gozará de todos los privilegios y concesiones acordados á la expresada línea, y estará sujeto á los deberes de la misma... Este ramal de 5 km fue habilitado el 10 de noviembre de 1880 y desde allí se estableció una conexión por barco con los puertos argentinos y brasileños del alto río Uruguay hasta 1905.
Ante la presión recibida, la compañía ajustó un poco sus cuentas, y declaró pequeñas ganancias en los años 1879, 1880, 1881, 1882 y 1883. Finalmente, la ley n.º 1381 de 24 de octubre de 1883 ordenó expropiar el Ferrocarril del Este, y estudiar simultáneamente su prolongación hasta Curuzú Cuatiá, Mercedes y San Roque por un lado, a Paso de los Libres y Posadas por otro y a Concepción del Uruguay por el sur. Aunque la expropiación nunca se llevó a cabo, al menos el riesgo de expropiación llevó a la compañía a declarar una parte mayor de los beneficios, de manera de aliviar, en parte, las cantidades que en concepto de garantía debía abonarle el Gobierno. 
En noviembre de 1886 el presidente Juárez Celman ordenó intervenir los libros del Ferrocarril del Este, tasando el costo kilométrico en 23 557,50 pesos, y reduciendo así drásticamente la valoración inicial, y por tanto el valor del servicio anual en concepto de garantía. 
Una ley nacional de 4 de noviembre de 1886 otorgó una nueva concesión a John E. Clark para la construcción y explotación de la línea de Monte Caseros a la ciudad de Corrientes, y de otra línea a Posadas. En 1888 Clark transfirió la concesión nuevamente a una nueva compañía británica, Ferrocarril Nordeste Argentino, que en 1890 inauguró la primera sección hasta Curuzú Cuatiá.
La dureza de los decretos de 1886, sin embargo, no se reflejó en los resultados del Ferrocarril del Este, y la compañía declaró una constante disminución de los ingresos, aunque aumentó sin cesar el volumen de cargas y pasajeros transportados. La situación del ferrocarril se tornó tan escandalosa y pública, que el presidente Juárez Celman se vio obligado a dictar el 29 de noviembre de 1889 un enérgico decreto por el que se suspendió el pago de las garantías hasta que esta línea se coloque en las condiciones previstas por la ley. A pesar del nuevo decreto, el Ferrocarril del Este continuó actuando sin alterar su modo de operar. 
Dos años más tarde, en 1891, la Comisión Investigadora de los Ferrocarriles Garantidos puntualizó “irregularidades colindantes con el simple delito”. El diputado Osvaldo Magnasco conmovió al país con sus denuncias. En 1891 el ferrocarril declaró pérdidas, pero sin embargo ... el Directorio de Londres absorbe el 27% de los ingresos totales de ese año. La gravedad de los hechos denunciados llegan hasta el contrabando, importando productos como si fueran insumos para el ferrocarril (sin cargas de aduanas), pero que luego eran puestos en el mercado. 
Por ley n.º 3893 de 5 de enero de 1900 se autorizó al Ferrocarril Argentino del Este a construir sin garantía un ramal desde la estación Chajarí hasta Sauce en Corrientes, pasando por San José de Feliciano, pero no se llevó a ejecución.
Un decreto de 6 de julio de 1891 autorizó la construcción de una estación de 3° clase en Santa Ana (km 66) en Entre Ríos. 
La compañía continuó cobrando su garantía del 7% hasta la sanción de la ley n.º 3350 el 14 de enero de 1896 por la cual se rescindieron los contratos de los ferrocarriles garantidos por el gobierno que no habían cumplido con las concesiones. La compañía percibió títulos de deuda pública, pagaderos en Londres y en libras esterlinas por un importe de 3 780 000 pesos oro. El contrato de rescisión estableció que la compañía seguiría operando el ferrocarril pero debía devolver las sumas aportadas anteriormente por el Gobierno ...cuando el producto líquido exceda del 6% anual sobre el costo kilométrico establecido por la concesión..., algo que nunca ocurrió.

“La totalidad del capital de esta empresa inglesa, que se queja en 1935 de no obtener más que un dividendo del 1,64%, es capital íntegramente aportado por el gobierno argentino. La empresa lo usufructúa sin interés, aunque el pueblo argentino debe pagar anualmente los servicios de los empréstitos que proporcionaron las sumas cedidas al ferrocarril.”
Raúl Scalabrini Ortiz, en Historia de los Ferrocarriles Argentinos

En 1902 el Ferrocarril Entre Ríos construyó un ramal desde Villaguay hasta la estación Concordia Central, quedando interconectados ambos ferrocarriles a partir de la autorización para librar el servicio por resolución de 23 de septiembre de 1902.
La compañía de capitales británicos Ferrocarril Nordeste Argentino compró esta línea y la fusionó a su red, lo que fue autorizado por la ley n.º 5000 de 8 de octubre de 1906. El contrato de fusión fue aprobado por decreto de 5 de marzo de 1907 y la incorporación efectiva se realizó el 21 de junio de 1907.

## Cronología de inauguración de vías
- 23 de marzo de 1874 (provisorio), 27 de marzo de 1874 (oficial): 54,8 km desde la estación Concordia hasta la estación Federación.
- 17 de abril de 1875 (provisorio), 20 de abril de 1875 (oficial): 100,2 km desde la estación Federación hasta la estación Monte Caseros.
- 5 de junio de 1879: 0,9 km desde la estación Concordia a un muelle sobre el río Uruguay.
- 10 de noviembre de 1880 (provisorio), 18 de noviembre de 1880 (oficial): 5,0 km, ramal a Puerto Ceibo en Monte Caseros.
- 18 de junio de 1890: inauguración de la estación Monte Caseros de Ferrocarril Nordeste Argentino, e interconexión en triángulo.
- 23 de septiembre de 1902: interconexión con el Ferrocarril Entre Ríos en la estación Concordia.

## Estaciones
En 1901 las estaciones de esta línea se denominaban: Concordia (kilómetro 0), Gualeguaycito (km 29,2), Federación (km 55), Santa Ana (km 66), Chajarí (km 83,5), Mocoretá (km 99), Naranjito (km 124,3), Monte Caseros (km 154,2), Ceibo (km 160). El kilómetro cero de este ferrocarril se hallaba en el extremo sur de la estación Concordia Central.
Las vías de esta línea continuaron funcionando como parte del Ferrocarril Nordeste Argentino y luego del Ferrocarril General Urquiza. En la década de 1970 durante la construcción de la represa de Salto Grande el embalse de la misma sumergió parte de esta línea, por lo que fue trasladada hacia el oeste coincidiendo con el ramal Concordia-Federal entre esta última ciudad y estación La Criolla. Desde un punto situado inmediatamente al norte de esta estación ambos ramales se separan. La estación Isthilart quedó sumergida por el embalse y fue construida una nueva con el mismo nombre sobre el nuevo ramal a 15 km al noroeste, lo mismo que las estaciones Federación y Santa Ana. La línea remanente al sur del embalse fue conectada con la red de la Administración de Ferrocarriles del Estado del Uruguay por sobre la represa de Salto Grande, construyéndose una nueva Parada Ayuí sobre la cabecera de la represa. A la vez, parte de esta vía dentro de la ciudad de Concordia fue levantada y unida con el ramal hacia La Criolla.